# WTA Challenger Series 2021
In der folgenden Tabelle werden die Damenturniere der WTA Challenger Series der Saison 2021 dargestellt.
Auf dem Veranstaltungskalender des Jahres standen in dieser Kategorie 15 Turniere.

## Turnierplan
| Datum                     | Ort          | Turnier                   | Preisgeld | Belag             | Siegerin Einzel           | Siegerinnen Doppel                   |
| ------------------------- | ------------ | ------------------------- | --------- | ----------------- | ------------------------- | ------------------------------------ |
| 3. – 9. Mai 2021          | Saint-Malo   | Open 35 de Saint-Malo     | €92.742   | Sand              | Viktorija Golubic         | Kaitlyn Christian Sabrina Santamaria |
| 7. – 12. Juni 2021        | Bol          | Croatia Bol Open          | €92.742   | Sand              | Jasmine Paolini           | Aliona Bolsova Katarzyna Kawa        |
| 5. – 10. Juli 2021        | Båstad       | Nordea Open               | $115.000  | Sand              | Nuria Párrizas Díaz       | Mirjam Björklund Leonie Küng         |
| 26. – 31. Juli 2021       | Belgrad      | Belgrade Ladies Open      | $115.000  | Sand              | Anna Karolína Schmiedlová | Wolha Hawarzowa Lidsija Marosawa     |
| 26. Juli – 1. August 2021 | Charleston   | LTP Women’s Open          | $115.000  | Sand              | Varvara Lepchenko         | Liang En-shuo Rebecca Marino         |
| 2. – 8. August 2021       | Concord      | Thoreau Tennis Open       | $115.000  | Hartplatz         | Magdalena Fręch           | Peangtarn Plipuech Jessy Rompies     |
| 16. – 21. August 2021     | Chicago      | Chicago Challenger        | $115.000  | Hartplatz         | Clara Tauson              | Eri Hozumi Peangtarn Plipuech        |
| 7. – 12. September 2021   | Karlsruhe    | Liqui Moly Open           | $115.000  | Sand              | Mayar Sherif              | Irina Bara Ekaterine Gorgodse        |
| 20. – 26. September 2021  | Columbus     | Tennis Ohio Championships | $115.000  | Hartplatz (Halle) | Nuria Párrizas Díaz       | Wang Xinyu Zheng Saisai              |
| 1. – 6. November 2021     | Buenos Aires | Buenos Aires Open         | $115.000  | Sand              | Anna Bondár               | Irina Bara Ekaterine Gorgodse        |
| 1. – 6. November 2021     | Midland      | Dow Tennis Classic        | $115.000  | Hartplatz (Halle) | Madison Brengle           | Harriet Dart Asia Muhammad           |
| 15. – 21. November 2021   | Montevideo   | Montevideo Open           | $115.000  | Sand              | Diane Parry               | Irina Bara Ekaterine Gorgodse        |
| 6. – 11. Dezember 2021    | Angers       | Open Angers Arena Loire   | $115.000  | Hartplatz (Halle) | Witalija Djatschenko      | Tereza Mihalíková Greet Minnen       |
| 13. – 19. Dezember 2021   | Limoges      | Open de Limoges           | $115.000  | Hartplatz (Halle) | Alison Van Uytvanck       | Monica Niculescu Wera Swonarjowa     |
| 20. – 26. Dezember 2021   | Seoul        | Hana Bank Korea Open      | $115.000  | Hartplatz (Halle) | Zhu Lin                   | Han Na-lae Choi Ji-hee               |